# Bend and Break
Bend and Break – utwór stworzony przez trio pochodzące ze Wschodniego Sussexu w Anglii – Keane. Zrealizowany jako 6 i zarazem ostatni singel z debiutanckiego krążka Hopes and Fears. Wydano go 25 lipca 2005 roku tylko w niektórych krajach Europy (pomijając rodzinną Wielką Brytanię) tj. Niemcy, czy Austria, podobnie do innego singla tej grupy "Try Again".

## Lista utworów z singla
1. Bend and Break
2. On a Day Like Today
3. Allemande (Live)
4. Bend and Break (live video)

## Listy przebojów
| Dutch Top 40 | 27 |
| Niemcy       | 95 |